# Paul Parker (piłkarz)
Paul Andrew Parker (ur. 4 kwietnia 1964 w Londynie) – angielski piłkarz grający na pozycji obrońcy.

## Kariera
W wieku 18 lat trafił do klubu z rodzinnego miasta – angielskiego Fulham. Następnie przeniósł się do kolejnego londyńskiego klubu – Queens Park Rangers. Na Loftus Road spędził 4 lata. Na młodego i utalentowanego obrońcę zwrócił uwagę Alex Ferguson, manager Manchester United. W zespole z Manchesteru zdobył swe największe sukcesy: trzykrotnie Mistrzostwo Anglii (1993, 1994, 1996), dwukrotnie Puchar Anglii (1994, 1996), Puchar Ligi (1992) oraz trzykrotnie Tarczę Dobroczynności (1993, 1994, 1996).
W 1996 Parker pożegnał się z drużyną z Old Trafford i przeszedł do Derby County. W drużynie z The Baseball Ground Parker rozegrał zaledwie 4 spotkania i jeszcze w tym samym roku przeszedł do Sheffield United. Również w tym zespole rozegrał niewiele spotkań i w następnym sezonie powrócił do swego pierwszego klubu – Fulham. Po wystąpieniu w 3 spotkaniach przeszedł do londyńskiej Chelsea. Na zakończenie sportowej kariery trafił do drużyny Farnborough Town.

## Reprezentacja
Paul Parker grał w reprezentacji Anglii przez 5 lat (1989–1994). Jego największym sukcesem było zajęcie 4. miejsca na Mistrzostwach Świata 1990 we Włoszech.